# Husein Miljković
Husein „Huska“ Miljković (1905, Trnovi – 27. května 1944) byl bosňácký vojenský velitel, který bojoval s různými vojenskými formacemi v Jugoslávii během druhé světové války. Během meziválečného období byl komunistickým politikem a po invazi Osy do Jugoslávie se připojil k jugoslávským partyzánům, ale v polovině roku 1941 přeběhl k Ustašovcům. V prosinci 1941 přeběhl zpět k partyzánům a v roce 1942 se stal vůdcem komunistických sil v severozápadní Bosně. Po politické neshodě přeběhl v únoru 1943 znovu k Ustašovcům a dostal velení nad 100 vojáky. Koncem roku 1943 s pomocí Němců a Chorvatů zformoval vlastní bosňáckou milici o síle 3 000 mužů. Začátkem roku 1944 souhlasil, že se znovu připojí k partyzánům, což přimělo bosenské antikomunisty v rámci jeho milice, aby ho v květnu 1944 zabili.

## Život
Husein Miljković se narodil v roce 1905 ve vesnici Trnovi nedaleko města Velika Kladuša. Patřil k bosenské rolnické rodině a nikdy nenavštěvoval školu. V mládí pracoval jako dřevorubec a stavební dělník. Ve 20. letech se stal delegátem parlamentu Království Srbů, Chorvatů a Slovinců v Bělehradě. Jeho politické aktivity vedly k tomu, že byl jugoslávskými úřady několikrát pokutován a uvězněn. V roce 1937 se stal jedním ze zakládajících členů komunistické strany ve Velké Kladuši.
6. dubna 1941 síly Osy napadly Království Jugoslávie. Špatně vybavená a špatně vycvičená královská jugoslávská armáda byla rychle poražena. Vůdce chorvatských nacionalistů Ante Pavelić, který byl v exilu v Itálii Benita Mussoliniho, byl poté jmenován Poglavnikem (vůdcem) chorvatského státu pod vedením Ustašovců – Nezávislého státu Chorvatsko (často nazývaného NDH, z chorvatštiny: Nezavisna Država Hrvatska). NDH spojila téměř celé dnešní Chorvatsko, celou dnešní Bosnu a Hercegovinu a části dnešního Srbska do „italsko-německého kvaziprotektorátu.“
Miljković se stal vůdcem protiustašovského povstání převážně srbských občanů na Petrově Hoře po založení NDH. V srpnu 1941 přeběhl k Ustašovcům a vstoupil do chorvatské Domobrany v Petrinji. S chorvatskou Domobranou bojoval až do prosince, kdy přeběhl zpět k jugoslávským partyzánům a vrátil se do Kordunu. Poté byl převeden do vojnićské pobočky Komunistické strany Chorvatska (KPH). Počátkem roku 1942 se stal členem krajského výboru KPH v Karlovaci. Po únorovém obsazení města komunisty byl jmenován velitelem Veliké Kladuše a stal se vůdcem jugoslávských partyzánů v Cazinu. Od března do září působil jako tajemník krajského výboru KPH v Cazinu. Vznesl námitku, když byl výbor v září sloučen s centrálou KPH v Bihaći a krátce poté byl od regionálního komunistického vedení severozápadní Bosny odtržen.
Po dosažení hodnosti zástupce velitele opustil Miljković partyzány, když polní prapor Bihać začal v únoru 1943 ustupovat z Drvaru směrem k Livnu. Vrátil se do Cazinu a vzdal se ustašskému 11. pěšímu pluku. Poté se připojil k pluku v boji proti partyzánům a převzal velení jednotky skládající se ze 100 mužů. Miljkovićova jednotka sloužila pod 3. horskou brigádou chorvatské Domobrany od června do září 1943 a později byla začleněna do 114. pěší divize Wehrmachtu.
S pomocí Němců a Ustašovců Miljković založil vlastní milici. Skládala se z osmi celých praporů. Připojilo se k ní přibližně 3000 vojáků. Jednotka přilákala muslimské brance z chorvatské Domobrany a sjednotila je pod heslem „Za islám!“. Miljković získal podporu malého okruhu občanů Veliké Kladuše a místních islámských náboženských vůdců.
Partyzáni zahájili neúspěšný pokus o zničení Miljkovićovy milice v listopadu 1943. Pod německou ochranou začal Miljković spolupracovat s Četniky proti partyzánům. Podle některých zdrojů byl přibližně v této době povýšen do hodnosti plukovníka v rámci chorvatské domobrany.
Němci, Chorvati, Četnici a partyzáni si všichni přáli dosáhnout s Miljkovićem vlastních individuálních dohod kvůli velké velikosti jeho milice. Miljković začal vyjednávat s Ustašovci i s partyzány koncem roku 1943. Ustašovci navrhli, aby se jeho síly spojily s NDH a vytvořily Krajinskou brigádu, zatímco partyzáni nabídli, že Miljkoviće přijmou do svých řad. Miljković přijal partyzánskou nabídku v lednu 1944 a umožnil některým ze svých jednotek připojit se k nově vytvořeným partyzánským muslimským brigádám. Krátce poté se celá jeho milice připojila k partyzánskému 4. sboru a byl povýšen do partyzánské hodnosti plukovníka.
Miljkovićovy dohody s partyzány způsobily, že upadl v nemilost Němců a Ustašovců a 27. května 1944 byl zabit. Příslušnost jeho vrahů je sporná. Historik Noel Malcolm píše, že ho zabili proustašovští členové jeho milice. Novinář Tim Judah uvádí, že jeho vrahy byli Bosňáci pracující buď pro Ustašovce nebo pro partyzány.

## Odkaz
Miljković je kontroverzní postavou. Jeho následovníci po jeho smrti zorganizovali jednotku známou jako Zelený kádr (Zeleni kadar) a připojili se k Ustašovcům při provádění zvěrstev proti srbským civilistům. Několik let po válce se také dopouštěli teroristických činů v celé severozápadní Bosně. Při takových útocích, které trvaly až do zajetí posledního psance v roce 1950, bylo zabito několik desítek lidí.
Miljković je pohřben v mešitě ve Veliké Kladuši. Několik autorů tvrdí, že poválečný politik a podnikatel Fikret Abdić, který během bosenské války vedl autonomní provincii Západní Bosna – se od něj inspiroval.